# Лодзки университет
Лодзкият университет (на полски: Uniwersytet Łódzki; на латински: Universitas Lodziensis) е държавен университет, разположен в Лодз, централна Полша. Основан е на 24 май 1945 г. като приемник на образователните институции в Лодз от междувоенния период – Института за учители (1921–1928), Висшето училище по социални и икономически науки (1924–1928) и филиала на Свободния полски университет (1928–1939).
Днес има повече от 47 хиляди студенти и 2600 преподаватели.

## Рейтинги
Лодзкият университет заема 3-то място сред полските университети по качество на икономическото си образование според класирането, направено през 2011 г. от икономическия вестник Gazeta Bankowa. Според рейтинга на Министерството на правосъдието на Полша от 2010 г. Лодзкият университет е на 2-ро място сред полските университети по ниво на юридическото си образование. По ниво на международния си престиж заема 4-то място сред полските висши учебни заведения според Quacquarelli Symonds и Webometrics Ranking of World Universities за 2010 г.

## Почетни доктори
- 1949
  - Фредерик Жолио-Кюри (френски физик)
  - Юлиян Тувим (полски поет)
  - Алфред Шмид-Респингер (швейцарски химик)
- 1957
  - Тадеуш Котарбински (полски философ)
- 1960
  - Витолд Дорошевски (полски лингвист)
- 1961
  - Наталия Грабовска (полска историчка)
  - Андре Кайо (френски геолог и географ)
  - Константин Марков (руски геоморфолог)
- 1963
  - Франтишек Лея (полски математик)
- 1968
  - Пьотър Недбайло (украински юрист)
  - Рене Капитан (френски юрист)
  - Олимпиад Йофе (руски юрист)
- 1970
  - Франк-Луи Шол (френски лингвист)
  - Антони Дмоховски (полски биохимик)
  - Йозеф Халашински (полски социолог)
- 1973
  - Ян Шчепански (полски социолог)
- 1974
  - Пол Масар (белгийски геоморфолог)
- 1975
  - Иля Франк (руски физик)
  - Хенрик Яблонски (полски политик)
- 1976
  - Симеон Русакиев (български литературовед)
- 1977
  - Жан Трикар (френски географ)
  - Абел Аганбегян (руски икономист)
- 1978
  - Едвард Росет (полски демограф и статистик)
  - Рене Райнал (френски геоморфолог)
- 1980
  - Клод Колиар (френски юрист)
  - Бернард Заблоцки (полски микробиолог и имунолог)
- 1981
  - Стефания Шкварчинска (полска литературоведка и театроведка)
- 1982
  - Лео Клаасен (холандски икономист)
- 1983
  - Хелмут Ридер (германски юрист)
- 1985
  - Конрад Яжджевски (полски археолог)
- 1986
  - Карл Алевел (германски икономист)
- 1987
  - Зигмунт Захорски (полски математик)
  - Ханс Йоахим Шнайдер (германски криминолог)
  - Робер Олот (френски литературовед и историк)
- 1988
  - Вацлав Шуберт (полски юрист)
  - Карол Дейна (полски лингвист)
  - Бохдан Барановски (полски историк)
- 1989
  - Кеничи Накаяма (японски юрист)
  - Артър Улъндейл (английски астрофизик)
- 1990
  - Бернар Барбие (френски географ)
  - Карл Дедециус (германски преводач и полонист)
  - Влоджимеж Дяков (руски историк)
  - Лорънс Клайн (американски икономист)
- 1992
  - Лешек Колаковски (полски философ)
  - Дитгер Хан (германски икономист)
- 1993
  - Лубош Валента (чешки физик и химик)
- 1995
  - Юлиуш Бардах (полски юрист)
  - Кажимеж Урбаник (полски математик)
  - Франтишек Славски (полски славист)
  - Йозеф Тишнер (полски философ)
- 1996
  - Ян Карски (полски историк и икономист)
  - Йежи Регулски (полски икономист)
  - Раймон Бар (френски икономист)
- 1997
  - Виеслав Садовски (полски икономист)
- 1998
  - Тадеуш Улевич (полски филолог)
- 1999
  - Лошек Мошински (полски славист)
  - Ли Престън (американски икономист)
  - Амалия Сломяни (американска биохимичка)
- 2001
  - Анджей Валицки (полски философ)
  - Йозеф Матушевски (полски историк)
- 2002
  - Кажимеш Деймек (полски театрален режисьор)
  - Анджей Вайда (полски кинорежисьор)
  - Хуберт Хамекер (холандски юрист)
- 2003
  - Денис Сину (френски химик)
  - Роналд Лангакер (американски лингвист)
- 2004
  - Дейвид Смолбоун (английски икономист)
- 2005
  - Тимъти Оук (английски климатолог)
  - Ян Муйжел (литовски икономист)
  - Владислав Велфе (полски икономист)
- 2006
  - Ромуалд Сковронски (полски химик)
  - Робърт Каплан (американски финансист)
- 2007
  - Тадеуш Вирва (полски историк)
  - Януи Славински (полски литературовед)
- 2009
  - Хайнц Хаймгартнер (германски химик)
  - Маргарет Тачър (английска химичка и политик)
  - Владислав Бартошевски (полски историк)
- 2010
  - Рудолф Джулиани (американски прокурор, бизнесмен и политик)
  - Жозе Мануел Барозо (португалски политик)
  - Богумил Бжезински (полски юрист)
- 2011
  - Тадеуш Криговски (полски химик)
  - Пиетер Пеленбарг (холандски икономист)
  - Джон Сърл (американски философ)
- 2012
  - Робин Хъдсън (британски математик)
  - Реми Лангевен (френски математик)
  - Кшищоф Зануси (полски режисьор)
  - Амоз Оз (израелски писател)
  - Мачей Зелински (полски юрист)
- 2014
  - Жан-Пиер Майорал
- 2015
  - Умберто Еко (италиански семиотик и писател)
  - Антал Вишегради
- 2017
  - Кшищоф Помиан (полски историк)
  - Дитер Шенк (германски криминолог)
- 2018
  - Адам Бониецки (полски презвитериански свещеник и публицист)
  - Ришард Войцицки
- 2019
  - Збигниев Галус (полски химик)
  - Йоахим Гаук (немски евангелистки пастор)
  - Джефри Сакс (американски икономист)
- 2020
  - Ян Воленски (полски философ)[4]

## Университетска библиотека
Университетската библиотека на Лодзкия университет е една от най-големите и модерни академични библиотеки в Централна Европа.

## Галерия
- Факултет по икономика и социология
- Филологически департамент (бивше Немско училище)
- Новият филологически факултет
- Collegium Iuridicum със статуята „Параграф“
- Институт по философия
- Педагогически факултет
- Факултет по физика
- Химически факултет
- Департамент по бизнес към Факултета по мениджмънт
- Факултет по биология и защита на околната среда
- Факултет по мениджмънт и едно от студентските общежития
- Департамент по библиотекознание
- Университетски природонаучен музей
- Централната университетска библиотека